# Thanasse et Casimir
Thanasse et Casimir est un film belge réalisé au cours de l'année 1945 par René Picolo, d'après un roman d'Arthur Masson et sorti en 1946.

## Distribution
- Jules De Neumostier : Thanasse, le garde-salle d'une petite gare ardennaise qui s'est mis en tête de marier sa fille à un fermier balourd mais riche
- Edgar Willy : Casimir, le chef-valet du fermier Badilon, son meilleur ami
- René Valenduc : Badilon, un grand nigaud de fermier, qui s'est amouraché de Lisa
- Flore Fina : Lisa, la fille de Thanasse, amoureuse d'un jeune électricien
- Marcel Josz : le président
- Emile Deluc : le curé